# Richard Murphy
Richard Frederick Murphy, detto Dick (Bettlewood, 14 novembre 1931 – 8 agosto 2023), è stato un canottiere statunitense.

## Palmarès

### Olimpiadi
- 1 medaglia:
  - 1 oro (Helsinki 1952 nell'otto)